# Мосфелльсбайр
Мосфелльсбайр (ісл. Mosfellsbær, дослівно: Місто гори вкритої мохом) — зростаюче місто в Ісландії, в агломерації Великого Рейк'явіка. Населення на 1 грудня 2007 року становило 8.147 осіб. Житловий район простягається від Лейрувогюр (затоки Лейр, що означає «глиняна») в ближні долини і тягнеться навколо гір. Поблизу чудової природи, з привабливою та різноманітною спільнотою та культурним життям, численними можливостями для занять на відкритому просторі і сімейно-дружнім оточенням, є причини чому так багато людей вибирають тут жити, далеко від шуму великого міста і в той же час лише 15 хвилин машиною від центру Рейк'явіка. Мосфелльсбайр пропонує приємну як і сільську так і міську атмосферу.
Місто оточене Атлантичним океаном в Лейрувогюр (затоці Лейр). Три річки впадають в море: Лейрвогсау, Кальдаквісль та Вармау.

## Відомі люди з Мосфелльсбайра
- Галлдор Лакснесс — ісландський письменник, лауреат Нобелівської премії з літератури 1955 року. Написав 62 книги протягом 68 років. Книги Галлдора є важливою частиною ісландської культури і перекладені 43 мовами. В місті діє його музей.
- Оулавюр Арнальдс — ісландський музикант (народився 1987 року).